# Omar Montes
Omar Montes Moreno (Madrid, 22 giugno 1988) è un cantante, personaggio televisivo ed ex pugile spagnolo.
Diventato noto grazie alla sua partecipazione a vari programmi televisivi tra cui le edizioni spagnole di Isola dei famosi (che ha vinto) e Grande fratello VIP, ha successivamente ottenuto un contratto discografico con Sony Music Latin. Nel corso della sua carriera ha pubblicato un album in studio e vari singoli, ottenendo diverse top 10 nelle classifiche spagnole e un consistente numero certificazioni oro e platino nel medesimo mercato.

## Biografia
Nato a Madrid, Montes si afferma inizialmente come pugile, diventando campione nella categoria "pesi welter" e combattendo in oltre cento incontri. Interrotta la carriera sportiva, nel 2015 inizia a diffondere i suoi primi brani musicali. Partecipa successivamente alla sesta edizione del Grande Fratello VIP Spagna, venendo tuttavia espulso dalla gara in seguito ad una lite con un altro concorrente. Continua quindi a pubblicare altra musica ed a partecipare ad altri programmi televisivi, approdando infine nella versione spagnola de L'isola dei famosi. Dopo aver vinto gara inerente alla trasmissione, Montes ottiene una maggiore rilevanza anche come artista musicale, raggiungendo rispettivamente le posizioni 5 e 1 nella classifica singoli spagnola con i brani The Blonde (Remix 2) e Acolao. I due singoli gli fruttano complessivamente 9 dischi di platino. In seguito a questi successi pubblica l'album La vida mártir, che raggiunge la posizione 10 nella classifica album spagnola.
Tra 2019, 2020 e 2021 l'artista continua a pubblicare vari singoli, ottenendo altri 11 dischi platino e 4 dischi d'oro in Spagna. In alcuni brani l'artista ha modo di collaborare con colleghi come Abraham Mateo, Ana Mena, Baby K. Con quest'ultima in particolare collabora nel singolo Pa ti, con il quale ottiene il suo primo piazzamento in classifica e il suo primo disco d'oro nel mercato italiano. Nel 2021 pubblica il suo primo libro, omonimo al suo album di debutto La vida mártir, incentrato sulle sue vicende personali e sul percorso che l'ha portato a diventare un cantante. Sempre nel 2021 è protagonista della docuserie di Prime Video e Telecinco El principito es Omar Montes. Nel 2022 prende parte alla trasmissione televisiva Idol Kids in qualità di giudice. Nel novembre 2022 pubblica il suo secondo album in studio Quejíos de un Maleante.

## Discografia

### Album in studio
- 2019 – La vida mártir
- 2022 – Quejíos de un maleante
- 2024 – Lágrimas de un maleante

### Singoli (parziale)
- 2016 – Más que amigos (con Ylenia Padilla e Moncho Chavea)
- 2017 – Conmigo (con Moncho Chavea)
- 2017 – Así así (con Alba Dreid)
- 2018 – Fuego (con Moncho Chavea, Denom, Fyahbwoy e Arce)
- 2018 – Pantera (con Daviles de Novelda e Salcedo Leyry)
- 2018 – Tiki tiki (con Elias e Moncho Chavea)
- 2019 – La rubia (Remix 2) (con La Nueva Escuela)
- 2019 – Alocao (con Bad Gyal)
- 2019 – Morena
- 2019 – Como el agua (con Ana Mena)
- 2020 – Prendío (Remix) (con Rvfv e Daviles de Novelda)
- 2020 – Pegamos tela (con Abraham Mateo e Lérica)
- 2020 – No me olvida (con Robledo e Quimico Ultramega)
- 2020 – Más y más (con Ñengo Flow)
- 2020 – Rueda (Remix) (con Chimbala e Juan Magán)
- 2020 – Hola, nena (con Nyno Vargas)
- 2020 – Tinder (con Arce)
- 2020 – Dime bbsita (Remix) (con Antonio Hernández e Moncho Chavea)
- 2020 – No puedo amar (con Rvfv)
- 2020 – En mute (con Lérica e Cali y el Dandee)
- 2020 – Normal que se lo crea (con Daviles de Novelda, RVFV)
- 2020 – Fake capo (Remix) (con Rvfv e Karetta el Gucci)
- 2021 –  Rebelde (con Yotuel e Beatriz Luengo)
- 2021 – Solo (con Ana Mena e Maffio)
- 2021 – Pa ti (con Baby K)
- 2021 – No quiero amor (con Rvfv)
- 2021 – Vete (con Camela)
- 2021 – Diablita remix (con Fabbio e Lennis Rodríguez)
- 2021 – Beba que quieres que haga (con JC el Diamante)
- 2021 – Rakata remix (con artisti vari)
- 2022 - Patio de la Carcel (con Farruko)
- 2023 - Dame (con Quevedo)

## Programmi televisivi (parziale)
- Gran Hermano Vip 6 (concorrente)
- Supervivientes (concorrente; vincitore)
- Ven a cenar conmigo (concorrente)
- Los Gipsy Kings (concorrente)
- El principito es Omar Mortes (attore protagonista)
- Idol Kids (giudice)